# Operazione Rübezahl
L'operazione Rübezahl fu l'inizio di una ritirata strategica da parte delle truppe tedesche dalla Serbia dopo il cambiamento di fronte da parte della Romania e della Bulgaria durante la seconda guerra mondiale.

## Storia
Nell'estate del 1944 i soldati tedeschi stavano effettuando dei rastrellamenti nei confronti dei partigiani del comunista croato Tito. Ma il 30 agosto, dopo il tradimento della Romania e della Bulgaria nei confronti dell'alleato nazista, la Germania entrò in crisi nel settore dei Balcani. Mentre le forze appartenenti all'Esercito Popolare di Liberazione della Jugoslavia stavano congiungendosi all'Armata Rossa in Serbia, le truppe tedesche cercarono di evitare la caduta di questo settore strategico. Per far ciò venne operata l'operazione Rübezahl, che doveva permettere la ritirata ordinata dei soldati tedeschi dalla Serbia. Tra questi vi erano:
- la 1. Gebirgs-Division;
- la 7. SS-Freiwilligen-Gebirgs-Division "Prinz Eugen";
- la 13. Waffen-Gebirgs-Division der SS "Handschar";
- la 21. Waffen-Gebirgs-Division der SS "Skanderbeg".

Tra i giorni 20 e il 22 agosto le truppe tedesche circondarono un'unità di partigiani particolarmente grande la quale si stava muovendo verso ovest, ovvero dalla Croazia alla Serbia, riuscendo a distruggerla dopo efferate battaglie. Soltanto alcuni soldati riuscirono a salvarsi, grazie agli aerei alleati che, mediante atterraggi su piste malconce, riuscirono a salvare 1000 feriti circa e a portarli negli ospedali in Italia.